# سنگ‌نگاره نبرد هرمز دوم
سنگ‌نگارهٔ نبرد هرمز در زیر آرامگاه اردشیر یکم و سنگ‌نگاره نیمه‌تمام آذرنرسه قرار دارد.
نقش نبرد هرمز دوم، ۸٫۴۰ متر بلندی و ۴ متر پهنا دارد و توسط اشمیت از زیر خاک بیرون آورده شد. در این نقش، هرمز دوم که سوار بر اسب است، دشمنی زره‌پوش را از اسب سرنگون کرده. چهره و تاج این شاهنشاه گزند دیده و معلوم نیست، اما قسمتی از بال عقاب تاج و برجستگی کروی‌شکل آن در جلوی آن به‌خوبی پیداست و مشخص می‌دارد که تاج وی عقابی را نشان می‌داده که دانه‌ای مروارید به منقار داشته است و از روی سکه‌های کتیبه‌دار و ظروف، می‌دانیم که این شخص هرمز دوم است. دشمن نگونسار هرمز، یک ایرانی زره‌پوش است که نیزهٔ بلند هرمز در شکمش فرورفته است.

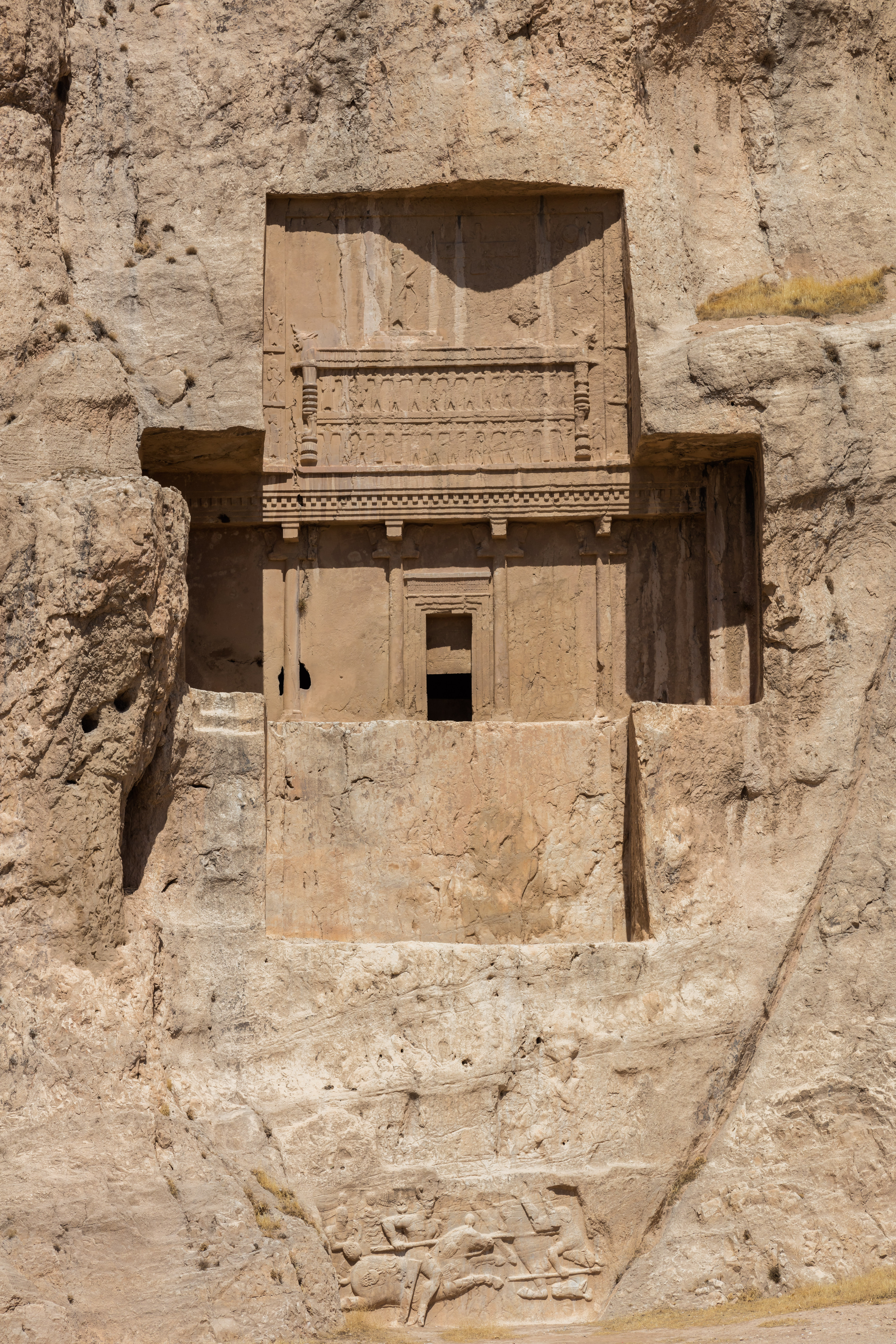
آرامگاه اردشیر یکم و سنگ‌نگاره نیمه‌تمام آذرنرسی در بالا و در پایین سنگ‌نگاره نبرد هرمز دوم در نقش رستم